# Collegio uninominale Molise - 02
Il collegio elettorale uninominale Molise - 02 è stato un collegio elettorale uninominale della Repubblica Italiana per l'elezione della Camera dei deputati tra il 2017 ed il 2022.

## Territorio
Come previsto dalla legge elettorale italiana del 2017, il collegio era stato definito tramite decreto legislativo all'interno della circoscrizione Molise.
Era formato dal territorio di 45 comuni: Acquaviva Collecroce, Bonefro, Campobasso, Campodipietra, Campolieto, Campomarino, Casacalenda, Castellino del Biferno, Castelmauro, Colletorto, Guardialfiera, Guglionesi, Jelsi, Larino, Lupara, Macchia Valfortore, Mafalda, Matrice, Monacilioni, Montecilfone, Montefalcone nel Sannio, Montelongo, Montemitro, Montenero di Bisaccia, Montorio nei Frentani, Morrone del Sannio, Palata, Petacciato, Pietracatella, Portocannone, Provvidenti, Ripabottoni, Roccavivara, Rotello, San Felice del Molise, San Giacomo degli Schiavoni, San Giovanni in Galdo, San Giuliano di Puglia, San Martino in Pensilis, Santa Croce di Magliano, Sant'Elia a Pianisi, Tavenna, Termoli, Toro e Ururi.
Il collegio era quindi interamente compreso nella provincia di Campobasso.
Il collegio era parte del collegio plurinominale Molise - 01.

## Eletti
| Elezione | Elezione | Deputato         | Partito            |
| -------- | -------- | ---------------- | ------------------ |
|          | 2018     | Antonio Federico | Movimento 5 Stelle |

## Dati elettorali

### XVIII legislatura
Come previsto dalla legge elettorale, 232 deputati erano eletti con sistema a maggioranza relativa in altrettanti collegi uninominali a turno unico.
| Candidati              | Candidati                  | Voti    | %     | Liste                           | Voti   | %     |
| ---------------------- | -------------------------- | ------- | ----- | ------------------------------- | ------ | ----- |
|                        | Antonio Federico ✔️ Eletto | 45 028  | 48,11 | Movimento 5 Stelle              | 45 028 | 48,11 |
|                        | Aida Romagnuolo            | 22 837  | 24,40 | Forza Italia                    | 11 061 | 11,82 |
| Lega                   | Aida Romagnuolo            | 22 837  | 24,40 | 7 207                           | 7,70   |       |
| Fratelli d'Italia      | Aida Romagnuolo            | 22 837  | 24,40 | 2 841                           | 3,04   |       |
| Noi con l'Italia - UDC | Aida Romagnuolo            | 22 837  | 24,40 | 1 728                           | 1,85   |       |
|                        | Vittorino Facciolla        | 18 418  | 19,68 | Partito Democratico             | 15 402 | 16,46 |
| Civica Popolare        | Vittorino Facciolla        | 18 418  | 19,68 | 1 328                           | 1,42   |       |
| +Europa                | Vittorino Facciolla        | 18 418  | 19,68 | 1 290                           | 1,38   |       |
| Italia Europa Insieme  | Vittorino Facciolla        | 18 418  | 19,68 | 398                             | 0,43   |       |
|                        | Annibale Campopiano        | 3 897   | 4,16  | Liberi e Uguali                 | 3 897  | 4,16  |
|                        | Rossella Griselli          | 1 103   | 1,18  | Potere al Popolo!               | 1 103  | 1,18  |
|                        | Pietro Eremita             | 741     | 0,79  | CasaPound                       | 741    | 0,79  |
|                        | Angela Damiano             | 675     | 0,72  | Partito Comunista               | 675    | 0,72  |
|                        | Elia Rubino                | 430     | 0,46  | Partito Valore Umano            | 430    | 0,46  |
|                        | Maria Del Castello         | 310     | 0,33  | Italia agli Italiani            | 310    | 0,33  |
|                        | Patrizia Ciocca            | 111     | 0,12  | Blocco Nazionale per le Libertà | 111    | 0,12  |
|                        | Germano Gabanini           | 49      | 0,05  | PRI - ALA                       | 49     | 0,05  |
| Totale                 | Totale                     | 93 599  | 100   |                                 | 93 599 | 100   |
|                        |                            |         |       |                                 |        |       |
| Voti non validi        | Voti non validi            | 3 615   | 3,72  |                                 |        |       |
| Votanti                | Votanti                    | 97 214  | 73,16 |                                 |        |       |
| Elettori               | Elettori                   | 132 874 |       |                                 |        |       |